# 玉水町 (名古屋市)
玉水町（たまみずちょう）は、愛知県名古屋市瑞穂区の地名。現行行政地名は玉水町1丁目及び玉水町2丁目。住居表示未実施地域。

## 地理
名古屋市瑞穂区東部に位置する。東は天白区、西は日向町、南は弥富通、北は茨木町・岳見町・弥富ヶ丘町に接する。

## 歴史

### 地名の由来
大根池からの灌漑の様子を玉が流れるようであると表現したことによる。

### 沿革
- 1943年（昭和18年）8月16日 - 昭和区弥富町字池下・兼松・下八事・浅岡・輪ノ内の各一部により、同区玉水町1〜2丁目として成立[1]。
- 1944年（昭和19年）2月11日 - 行政区の変更に伴い、瑞穂区玉水町となる[9]。
- 1952年（昭和27年）4月10日 - 瑞穂区弥富町字下八事・茨山・輪ノ内の各一部が編入される[1]。

## 世帯数と人口
2019年（平成31年）3月1日現在の世帯数と人口は以下の通りである。
| 町丁   | 世帯数  | 人口  |
| ------ | ------- | ----- |
| 玉水町 | 296世帯 | 713人 |

### 人口の変遷
国勢調査による人口の推移
| 1950年（昭和25年） | 147人 | [ 10 ] |  |
| 1955年（昭和30年） | 220人 | [ 10 ] |  |
| 1960年（昭和35年） | 504人 | [ 11 ] |  |
| 1965年（昭和40年） | 833人 | [ 11 ] |  |
| 1970年（昭和45年） | 927人 | [ 12 ] |  |
| 1975年（昭和50年） | 914人 | [ 12 ] |  |
| 1980年（昭和55年） | 904人 | [ 13 ] |  |
| 1985年（昭和60年） | 845人 | [ 13 ] |  |
| 1990年（平成2年）  | 794人 | [ 14 ] |  |
| 1995年（平成7年）  | 739人 | [ 15 ] |  |
| 2000年（平成12年） | 694人 | [ 16 ] |  |
| 2005年（平成17年） | 785人 | [ 17 ] |  |
| 2010年（平成22年） | 796人 | [ 18 ] |  |

## 学区
市立小・中学校に通う場合、学校等は以下の通りとなる。また、公立高等学校に通う場合の学区は以下の通りとなる。
| 番・番地等 | 小学校               | 中学校               | 高等学校 |
| ---------- | -------------------- | -------------------- | -------- |
| 全域       | 名古屋市立弥富小学校 | 名古屋市立萩山中学校 | 尾張学区 |

## 施設
- 愛知県立昭和高等学校[7]北緯35度7分18.2秒 東経136度57分38.2秒 / 北緯35.121722度 東経136.960611度
- 新生会第一病院[7]北緯35度7分17.7秒 東経136度57分22.8秒 / 北緯35.121583度 東経136.956333度

## その他

### 日本郵便
- 郵便番号 : 467-0046[4]（集配局：瑞穂郵便局[21]）。